# Museo del tesoro della cattedrale di Aosta
Il Museo del Tesoro della Cattedrale (francese: Musée du Trésor de la Cathédrale) di Aosta è inserito nel deambulatorio della cattedrale di Notre-Dame e comprende opere appartenenti al vasto patrimonio di arte sacra della cattedrale stessa e ad altre provenienti da diverse chiese della regione.

## Collezione

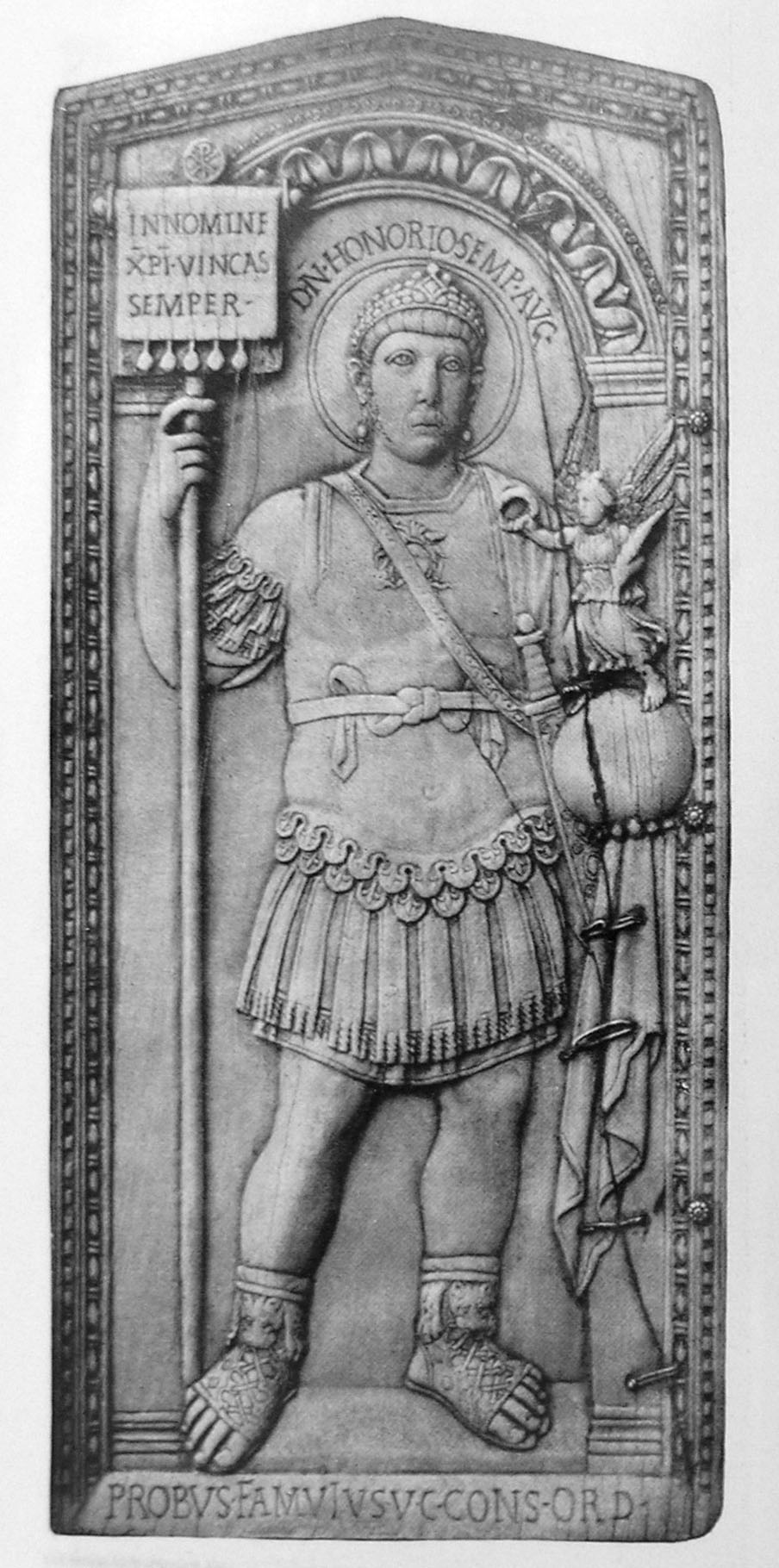
Dittico consolare di Anicio Petronio Probo, conservato nel Tesoro della cattedrale di Aosta

Questo museo è particolarmente interessante per la varietà e la ricchezza degli oggetti custoditi - comprendenti codici miniati, pitture, sculture, vetrate, reliquiari e opere d'oreficeria, paramenti sacri, e altro ancora - in grado di offrire una panoramica dell'arte sacra in Valle d'Aosta che spazia dal XIII al XVIII secolo, con particolare riguardo al gotico delle Alpi Occidentali.
Tra le opere più antiche e preziose è da menzionare un cammeo romano del I secolo, con una montatura in oro, pietre e perle, e anche il dittico d'avorio tardoromano di Anicio Petronio Probo, (406) reimpiegato ad uso liturgico.

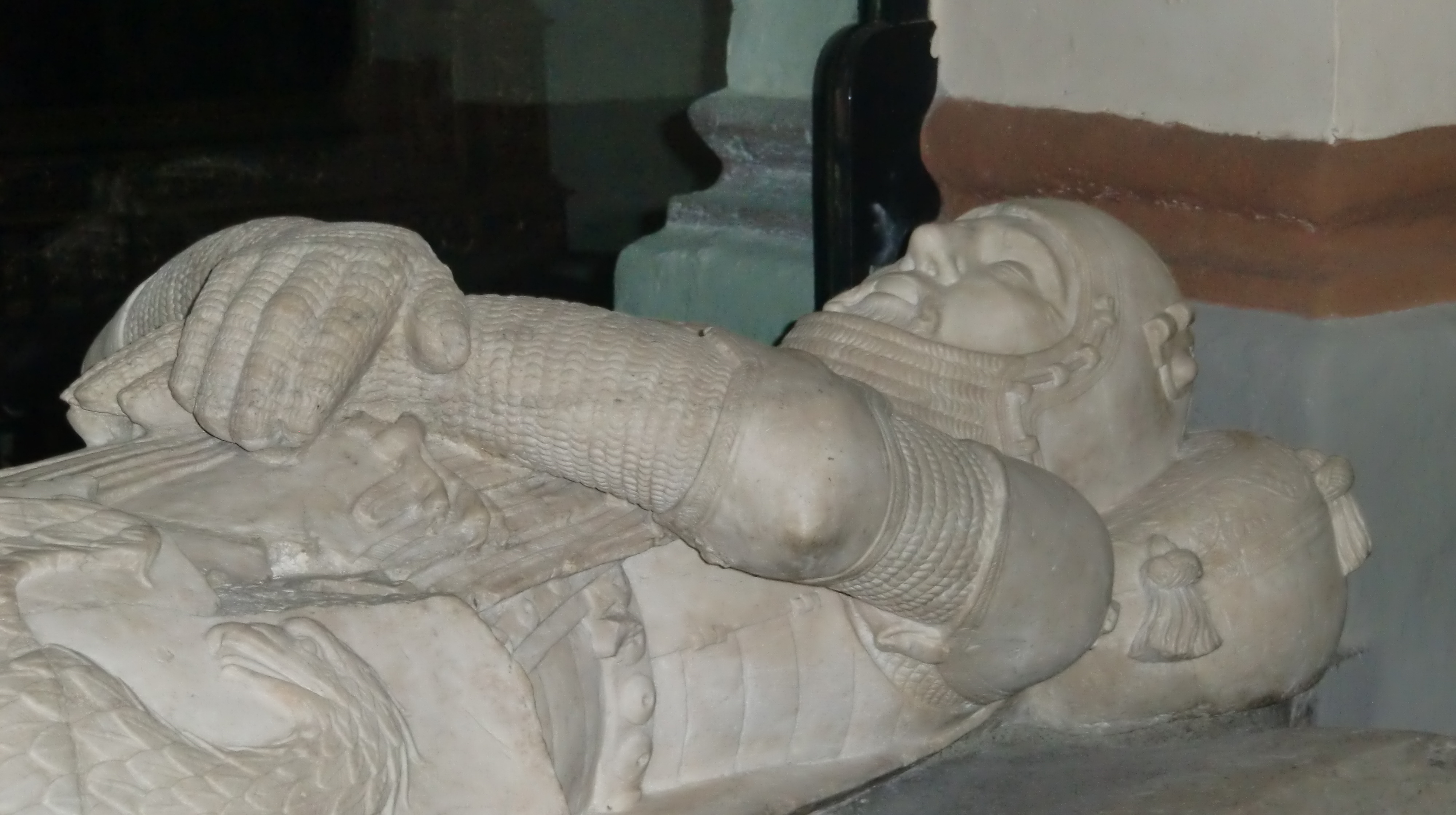
Stefano Mossettaz, monumento sepolcrale di Tommaso II di Savoia

Molto ricca è la raccolta di opere di oreficeria; essa comprende manufatti di grande qualità quali una croce in cristallo di rocca del XIV secolo proveniente da Rhêmes, una cassetta per reliquie di arte limosina del XIII secolo e, in particolar modo, la Cassa reliquiaria di San Grato, opera quattrocentesca eseguita da Guglielmo di Locana e da Jean de Malines, raffinato esempio di gusto tardo gotico
Testimonianze dello straordinario sviluppo artistico della Valle d'Aosta nel corso del XV secolo, sono rappresentate dalle sculture marmoree e sepolcrali di Stefano Mossettaz e della sua bottega: il gisant raffigurante il vescovo Oger Moriset, i resti mutili della tomba di Francesco di Challant, un rilievo con un Cristo in Pietà, una statuetta in alabastro raffigurante San Giacomo Maggiore, la tomba di Tommaso II di Savoia.
Di grande interesse è anche la raccolta di sculture lignee, testimonianza del lavoro di artisti locali e di scambi con l'arte franco-fiamminga. Tra i principali artisti troviamo l'aostano Jean de Chetro (uno dei due artefici degli stalli del coro della cattedrale) e il cosiddetto Maestro della Pietà degli Antoniti (statue di San Leonardo, Sant'Ilario e Madonna Addolorata)

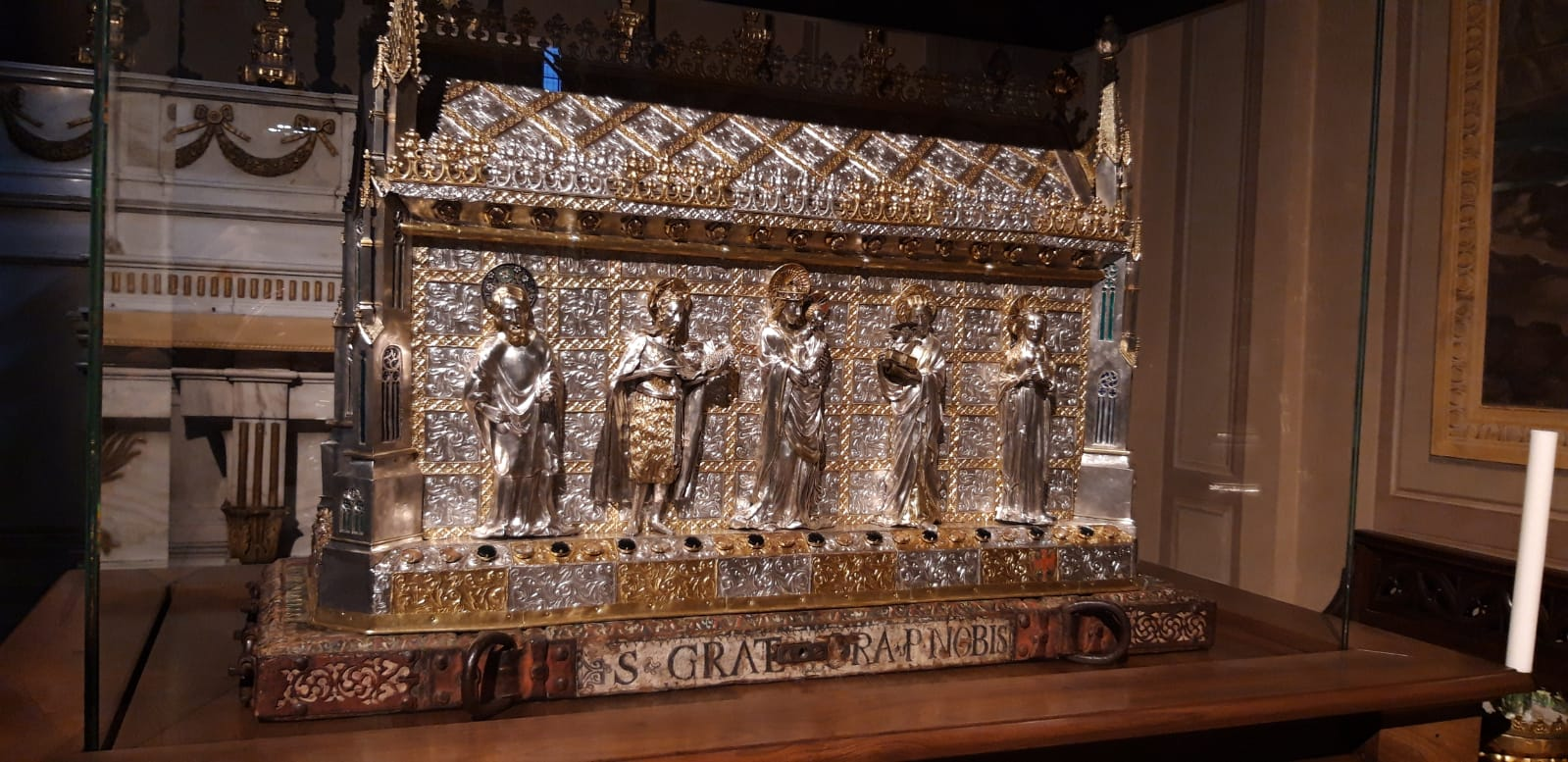
La tomba di San Grato.
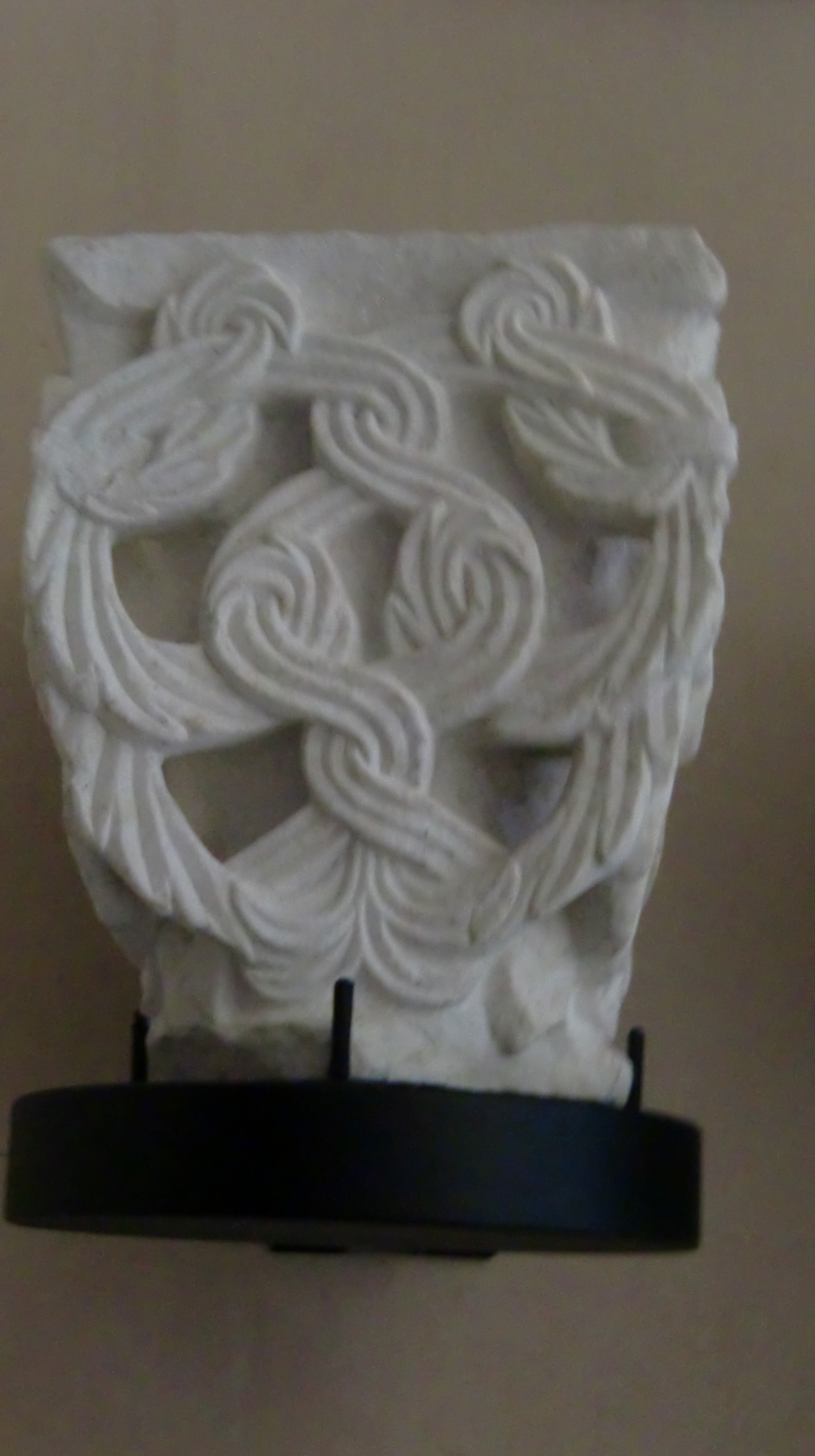
Capitello del distrutto chiostro romanico, prima metà dell'XI secolo
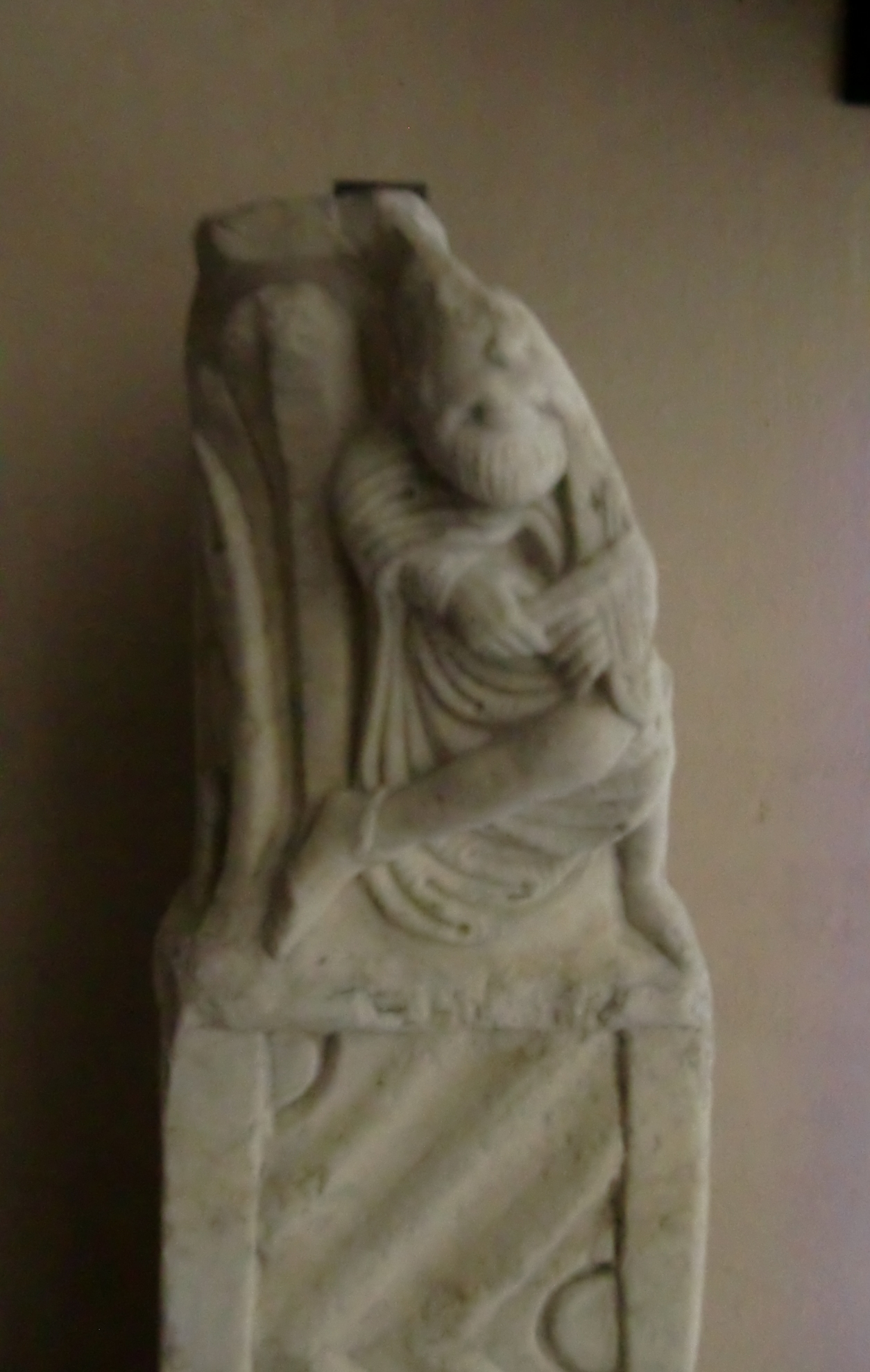
Scultore francese?, pilastrino con suonatore di viella, seconda metà del XII secolo